# Silent Night – Stumme Rache
Silent Night – Stumme Rache (Originaltitel: Silent Night) ist ein US-amerikanischer Actionthriller von Regisseur John Woo, der am 1. Dezember in die US-amerikanischen und am 14. Dezember 2023 in die deutschen Kinos kam. Im Film ohne gesprochenen Dialog übernahm Joel Kinnaman die Hauptrolle eines stummen Familienvaters, der sich an den Mördern seines Sohnes rächen möchte.

## Handlung
An Heiligabend 2021 gerät der siebenjährige Sohn des Familienvaters Brian Godlock ins Kreuzfeuer rivalisierender Banden und stirbt. Auch Brian wird während der Verfolgung der Täter verwundet und verliert wegen einer Schussverletzung im Hals seine Stimme. Genau ein Jahr später nimmt er blutige Rache an allen Beteiligten.

## Produktion

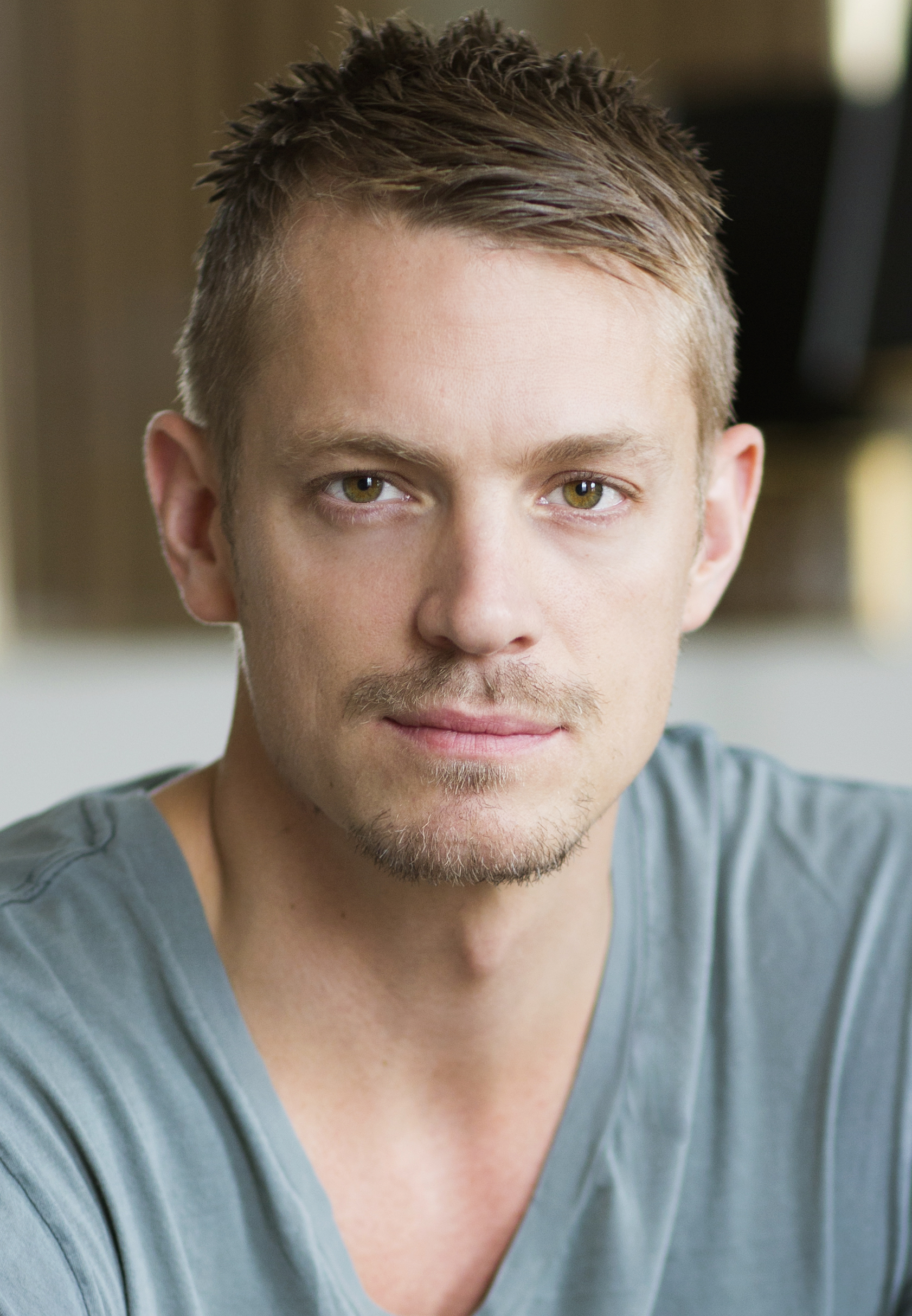
Hauptdarsteller Joel Kinnaman

Der Actionthriller Silent Night – Stumme Rache wurde von Drehbuchautor Robert Archer Lynn geschrieben und verzichtet gänzlich auf Dialoge, weshalb Lynn aufgrund nur begrenzter Möglichkeiten der Exposition eine möglichst simple Rachegeschichte entwickelte. Als Regisseur wurde John Woo verpflichtet, für den es sich um seine erste Regiearbeit in den Vereinigten Staaten seit dem 2003 veröffentlichten Film Paycheck – Die Abrechnung handelte. Das Filmprojekt wurde vom Produktionsunternehmen Capstone finanziert, während Basil Iwanyk, Erica Lee, Christian Mercuri und Lori Tilkin als Produzenten fungierten.
Für die Hauptrolle des stummen Familienvaters Brian Godlock wurde Joel Kinnaman verpflichtet. Für eine realistische Darstellung wollte sich der Schauspieler im Method Acting ausprobieren und für die Dauer der Produktion schweigen, gab dieses Vorhaben aus Gründen der Bequemlichkeit aber bereits am ersten Drehtag auf. Brians Ehefrau Saya wurde mit Catalina Sandino Moreno besetzt, während Kid Cudi den Polizisten Dennis Vassel verkörpert. Weitere Nebenrollen übernahmen Harold Torres, Vinny O’Brien, Yoko Hamamura und Anthony Giulietti.
Die Dreharbeiten mit Kameramann Sharone Meir begannen am 8. März 2022 in Mexico-Stadt. Noch im selben Monat wurde ein Stuntman bei einer Stuntprobe von einem sich überschlagenden Auto getroffen, woraufhin er aufgrund eines gebrochenen Oberschenkelknochens und einer ausgekugelten Schulter im Krankenhaus operiert werden musste. Die Filmaufnahmen wurden hingegen ohne Unterbrechung fortgesetzt und Mitte Mai 2022 abgeschlossen. Für Silent Night – Stumme Rache wich Regisseur John Woo von seinem Markenzeichen der unterhaltsamen Over-the-Top-Action ab und wollte Kampfszenen stattdessen realistischer gestalten und in die Dienste des Dramas stellen.
Eine Herausforderung war für Woo dabei, die Geschichte allein durch Bild sowie Ton zu erzählen und Emotionen ohne Dialoge zu vermitteln. Als Lösung setzte der Filmemacher zur besseren Einbeziehung des Publikums vermehrt auf Longtakes, in denen Hauptdarsteller Joel Kinnaman einen Großteil seiner Stunts selbst ausführte und allein durch seine Mimik die Geschichte erzählen musste. Die Filmmusik wurde von Marco Beltrami komponiert.
Ein Trailer zum Film wurde am 3. Oktober 2023 veröffentlicht. Silent Night – Stumme Rache kam am 1. Dezember 2023 durch Lionsgate in die US-amerikanischen Kinos. Am selben Tag erfolgte eine Aufführung auf dem Red Sea Film Festival in Dschidda. Der Kinostart in Deutschland war am 14. Dezember 2023. Für die deutsche Synchronfassung übernahm Martin Kautz die Geräuschvertonung von Joel Kinnaman und Nadine Schreier jene von Catalina Sandino Moreno. In den Vereinigten Staaten war Silent Night – Stumme Rache ab dem 30. Januar 2024 auch auf Blu-ray erhältlich. Der deutsche Heimkinostart erfolgte am 28. März 2024.

## Rezeption

### Kritiken
Silent Night – Stumme Rache konnte 58 % der 118 bei Rotten Tomatoes gelisteten Kritiker überzeugen und erhielt dabei eine durchschnittliche Bewertung von 5,6 von 10 Punkten. Als zusammenfassendes Fazit zieht die Seite, der Film bekräftige, dass das Actiongenre bei richtiger Inszenierung nicht viel Dialog benötige und selbst ein zweitklassiger John-Woo-Film den Eintritt noch Wert sei. Bei Metacritic erhielt Silent Night – Stumme Rache basierend auf 29 Kritiken einen Metascore von 53 von 100 möglichen Punkten.

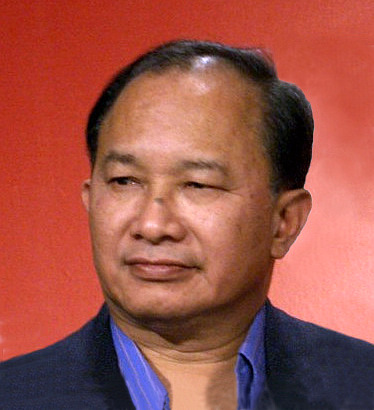
John Woos Rückkehr nach Hollywood wurde von Kritikern zwiegespalten aufgenommen.

Begeistert zeigt sich Frank Scheck in seiner Filmkritik für den Hollywood Reporter, für den Silent Night – Stumme Rache ein gelungenes Hollywood-Comeback für Regisseur John Woo darstelle, der mit dem Film voll und ganz abliefere. Die mutige Entscheidung, komplett auf Dialoge zu verzichten, zahle sich dabei aus und beweise, dass verbale Auseinandersetzungen im Actiongenre stark überbewertet seien. Durch die gelungene Arbeit von Drehbuchautor Robert Archer Lynn erweise sich dieser Verzicht nicht nur als Gimmick, sondern als Vorteil, durch den Woos meisterliche Vermischung von Verfolgungsjagden und Schießereien noch stärker zum Tragen komme. Trotz eines vergleichsweise geringen Budgets seien ebendiese Actionszenen hervorragend inszeniert und gefilmt, während ebenso die visuellen Übergänge und die überaus souveräne, äußerst physische Darbietung von Hauptdarsteller Joel Kinnaman zu überzeugen wüssten.
Auch Peter Debruge von Variety gelangt zu einem positiven Gesamturteil und bezeichnet Silent Night – Stumme Rache als hochkarätiges Comeback von John Woo, nachdem der Filmemacher von vielen Kritikern bereits abgeschrieben wurde. Mit dem Film erwecke der Regisseur das Interesse an seinem künstlerischen Schaffen wieder und inszeniere einen der wenigen blutigen Weihnachtsfilme, die einen Rewatch wert seien. Entgegen der Vermutung handle es sich bei Silent Night dabei um keinen Stummfilm, da Woo durch die Nutzung von Textnachrichten und handschriftlichen Notizen etwas schummle, doch durch den Verzicht auf Dialoge komme die Action direkt zur Sache. In typischer Manier des Regisseurs werde die Logik dabei außer Acht gelassen und die Actionszenen völlig übertrieben. Ein ausgefeiltes Drehbuch sei dafür nicht vonnöten, doch Woo habe hinter der Kamera sichtlich Spaß, der sich auch auf den Zuschauer übertragen könne. Silent Night werde so zu einem Vertreter des „reines Kinos“ im Stile von Alfred Hitchcock, bei dem die Geschichte allein durch die Kamera, den Schritt und das Sounddesign erzählt werde. Ebenso ließen sich Hommagen an Jean-Pierre Melvilles dialogarme Werke Der eiskalte Engel sowie Vier im roten Kreis und die John-Wick-Filmreihe erkennen.
Deutlich kritischer zeigt sich Benjamin Lee vom Guardian, der Silent Night zwar als soliden und kompetent inszenierten Film bezeichnet, auch wenn das Werk keinerlei Neuheiten mit sich bringe. Silent Night sei dabei weniger der Höhepunkt des künstlerischen Schaffens von Regisseur John Woo, sondern nur eine Erwärmung ohne größere Herausforderungen, und könne ältere Werke des Filmemachers nicht erreichen. Die altbekannte Geschichte komme zwar direkt zum Punkt, biete allerdings kaum emotionale Tiefe und sei wie ein Videospiel aufgebaut, bei dem man von einem Endgegner zum nächsten springen müsse. Der Verzicht auf Dialoge stelle dabei sowohl für Woo als auch das Publikum eine große Herausforderung dar, da sich Silent Night dadurch voll und ganz auf die Ästhetik fokussieren müsse. Dieser Schachzug funktioniere zwar größtenteils, doch Woos stilistische Entscheidungen würden von genial bis hässlich reichen und Hauptdarsteller Joel Kinnaman hätte nur ein begrenztes Repertoire an Gesichtsausdrücken, um seine Emotionen zu vermitteln. Woo-typisch komme ebenso seine Liebe zum Melodrama blitzartig zum Vorschein und die dargestellte Welt sei karikaturesk sowie von Kriminalität geprägt, doch die Vorbereitungen zum Gemetzel seien oft unterhaltsamer als der Kampf selbst. Auch das Finale sei nicht so makellos wie bei anderen Woo-Filmen, sondern habe neben herausragenden Momenten auch einige wirkungslose, schlampig choreografierte Elemente.
Als „Tiefpunkt des Schaffens von John Woo“ wird Silent Night von David Ehrlich in seiner Filmkritik für IndieWire bezeichnet. Der Actionthriller bediene sich ausnahmslos bei anderen Hollywood-Filmen, sei ein langweiliger Abklatsch von John Wick sowie 96 Hours und fühle sich zugleich völlig identitätslos und seltsam eigensinnig an. Bereits der Prolog beinhalte das für Woo typische Melodrama, woraufhin der Rest des Films einfach nur miserabel sei. In der sehr einfachen und dummen Geschichte über Selbstjustiz mache das Fehlen von Dialogen auch keinen Unterschied mehr, da der Klimax von Silent Night eine hässliche Sequenz von Kämpfen sei, in denen Langeweile schon bald die Exzentrizität überwältige. Woo traue dabei seinen eigenen Darstellern nicht zu, die Gefühle ihrer Figuren zu vermitteln, und fokussiere sich stattdessen auf die Kameraarbeit, was unter andere zu einer höchst undankbaren Rolle für Catalina Sandino Moreno führe. Daneben enttäusche Silent Night mit einem falschen Erzähltempo, nutzlosen Nebenhandlungen und einem fehlgeleiteten Finale.

### Einspielergebnis
Am Startwochenende belegte Silent Night – Stumme Rache mit einem Einspielergebnis von rund drei Millionen US-Dollar den neunten Platz der US-amerikanischen Kino-Charts. Die weltweiten Einnahmen aus Kinovorführungen belaufen sich auf 11,1 Millionen US-Dollar, von denen der Film allein 8,0 Millionen im nordamerikanischen Raum erwirtschaften konnte.